# De Toppers
De Toppers — нідерландський супергурт, що складається з Рене Фрогера, Жерарда Джолінга, Єруна ван дер Бума та Яна Сміта. Гордон також був членом групи до 2011 року. Починаючи з 2005 року, Джентльмени щорічно дають серію стадіонних концертів. Маючи понад 50 розпроданих концертів, Toppers In Concert — це найдовша серія концертів у Європі. Поза концертами гурт регулярно виступає у різних телевізійних та радіопрограмах. Репертуар De Toppers під час виступів складається в основному з суміші кавер-версій і їх власного матеріалу. 
У 2009 році вони взяли участь у конкурсі «Євробачення» з піснею «Shine» (Сяйво).

## Історія

### Походження
У травні 2004 року Рене Фрогер дав серію з чотирьох концертів на футбольному стадіоні «Йоган Кройф Арена». У 1990-х роках Фрогер потрапив у десятку найкращих хітів і став першим нідерландським артистом, який дав концерт на стадіоні в Де Кейпі. Для серії концертів в Арені Фрогер запросив Жерарда Джолінга як запрошеного артиста. Трохи пізніше Фрогер думав у своїх планах запросити і співака Гордона. У той час Гордон і Джолінг ворогували і кидали один одному всілякі образи в  ЗМІ. Спеціально для своєї серії концертів Фрогер виступив посередником між двома джентльменами. Як сюрприз, Джолінг, Гордон і Фрогер співали попурі разом. Реакція на цю музичнк композицію була настільки приголомшливою, що через рік троє джентльменів жартома організували співоче формування.
Спочатку планувалося провести разовий концерт для запрошених гостей в Королівському театрі Карре під назвою De Toppers, задуманим Бенно де Ліувом. Але через ентузіазм глядачів і ЗМІ місцем проведення знову була обрана Арена, а не Карре.

### Шлях до Арени
Шлях до Арени в 2005 році можна було простежити в реаліті-шоу «Froger, Joling & Gordon: Over De Toppers» («Фрогер, Джолінг і Гордон: про Топперів»). Програма включала репетиції чоловіків, те, як вони чекають концертів, і погляд за лаштунки. Перший випуск був наповнений як класикою, так і новими хітами. Крім того, троє чоловіків випустили сингл Over de Top. Зрештою сингл досяг 6-го місця в Single Top 100. 
De Live at the ArenA Medley, який Фрогер, Джолінг і Гордон записали разом раніше, досяг третьої позиції в чартах.
Після двох розпроданих концертів джентльмени вирішили назавжди залишитися як De Toppers. Другий випуск був більш продуманим з точки зору музики, одягу та феєрверків. Вони також придумали пісню Wir Sind Die Holländer, присвячену чемпіонату світу з футболу. Восени 2005 року разом брали участь у реаліті-серіалі «Toppers in de sneeuw», який транслювався на каналі Talpa. Крім того, в Паризькому Діснейленді був записаний різдвяний спецвипуск. Перед концертами в Арені в 2006 році за Топперами стежили для телевізійної програми «Топпери: Шлях до Арени». У 2007 році повернулися з програмою на другий сезон, цього разу після серії концертів 2007 року.
На «Toppers in Concert 2007» було заплановано шість концертів, що означало понад 360 000 відвідувачів. Сюди входили чотири, придбані мережею супермаркетів C1000, для яких вони також брали участь у рекламній кампанії. Ці відвідувачі стали рекордними як на національному, так і на міжнародному рівні. На підтримку своєї серії концертів De Toppers випустили сингл Can You Feel It у червні 2007 року. Це ремейк відомого синглу групи The Jackson 5. CD і DVD «Toppers in Concert 2007» обидва досягли першої позиції в чартах. Восени 2006 року група Топперс випустила різдвяний диск «Kerst met De Toppers». Альбом став десятикратно платиновим.
У 2008 році джентльмени провели четвертий концерт Toppers in Concert на Арені. Цей випуск згодом виявився останнім у складі Жерарда, Рене і Гордона. Під час цих концертів було також неофіційно оголошено, що De Toppers візьмуть участь у конкурсі пісні «Євробачення» в Москві в 2009 році.

### Конкурс Євробачення

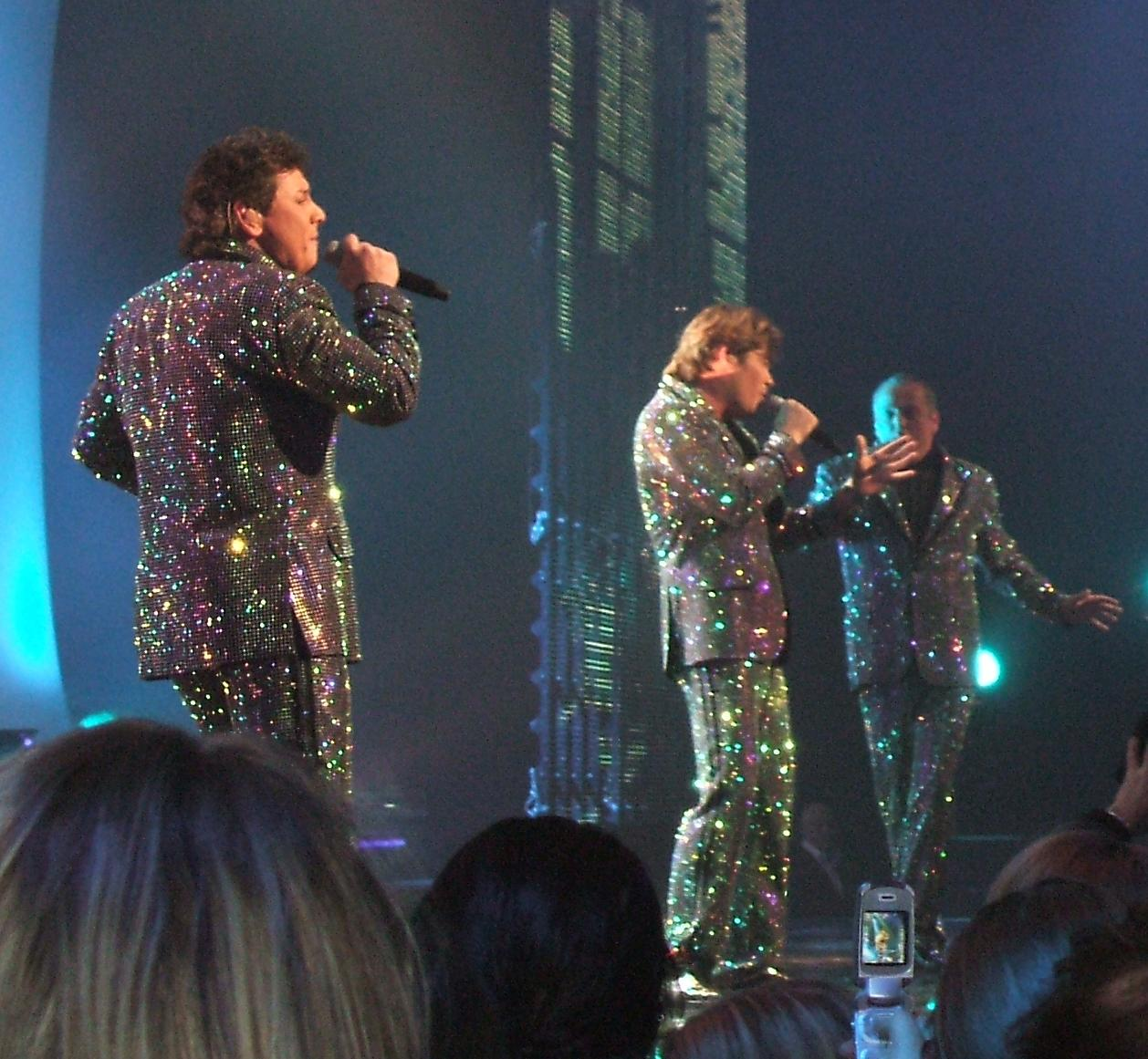
De Toppers під час Національного пісенного конкурсу 2009 року.

19 вересня 2008 року TROS оголосив, що De Toppers представлятимуть Нідерланди на пісенному конкурсі Євробачення 2009 року в Москві. 30 вересня 2008 року провели прес-конференцію в готелі Амстел в Амстердамі. Фрогер, Джолінг і Гордон прибули в готель на річці Амстел на водних мотоциклах. Там вони розкрили свої плани щодо участі в конкурсі «Євробачення». Напередодні фестивалю на каналі TROS повинен був транслюватися серіал De Toppers op weg naar Moskou, але канал SBS6, з яким у Жерарда Джолінга контракт, не погодився на те, щоб Джолінг був статистом в серіалі TROS. Реакція Гордона на це в ЗМІ не сподобалася Джолінгу, і він більше не хотів брати участь у конкурсі Євробачення і покинув групу. Джолінг спочатку хотів брати участь у концертах, запланованих на 2009 рік, як член De Toppers, але це не влаштовувало інших членів групи.
10 листопада 2008 року керівництво оголосило, що новим Топпером стане Єрун ван дер Бум, співак був особисто запропонований Фрогером як наступник Джолінга. Ван дер Бум прорвався в 2007 році своїм першим хітом №1 Jij bent zo. У минулому він також був запрошеним артистом на сольних концертах Джолінга і Фрогера.
Під час великого шоу в прямому ефірі Studio 22 у Гілверсумі 1 лютого 2009 року нідерландський учасник Євробачення міг бути обраний із шести спеціально написаних пісень. Хоча професійне журі одноголосно обрало пісню Angel Of The Night найкращою піснею, 48% телеглядачів обрали Shine нідерландською заявкою на участь в конкурсі пісні «Євробачення» в Москві. Оскільки глядацьке голосування склало дві третини, пісня посіла перше місце за загальним результатом. Це визначило, що De Toppers поїдуть до Москви разом з Shine. Відразу ж після трансляції Національного пісенного конкурсу Гордон оголосив, що написав текст пісні під псевдонімом Ger van de Westelaken.
De Toppers спробували повернути пісенний конкурс на карту. Наприклад, джентльмени зіграли роль гостей у серіалі RTL 4 «Хороші часи, погані часи». З нагоди дня народження Ніни Сандерс група De Toppers виконала на конкурсі пісню «Сяйво». Гурт також виступив як гість на живому шоу X Factor. 30 квітня 2009 року мали виступити на Radio 538 на Музейній площі в Амстердамі. Через напад на королівську сім'ю джентльмени вирішили скасувати виступ з поваги до жертв. 
Спеціально для виступу на пісенному конкурсі на джентльменах були чорні костюми зі світлодіодними лампами американського виробництва. Під час репетицій техніка кілька разів давала збій. Незважаючи на увагу преси до костюмів, De Toppers одягли щось інше, щоб підстрахуватися. У другому півфіналі вони виступали останніми з дев'ятнадцяти країн. Після оголошення десяти країн, які вийшли у фінал, з'ясувалося, що Нідерландів серед них немає. Пісня отримала лише 11 балів, 1 б. від Данії та 10 б. від Албанії. Це дозволило їм зайняти 17-е місце, а 9-е місце давало право на путівку до фіналу. Присяжні також не вибрали їхню пісню.

## Рід занять
Склад групи De Toppers постійно змінювався протягом багатьох років. Вона почалася в 2005 році з Рене Фрогера, Жерарда Джолінга і Гордона. Їх співпраця була настільки ж успішною, як і крихкою. Контрастні особистості співаків регулярно вступали в конфлікт. Тому в 2008 році Джолінг пішов з команди, і його замінив Єрун ван дер Бум. У 2010 році Джолінг знову повернувся, і Топперси продовжували виступати як квартет. 
У 2011 році Гордон вирішив звільнитися. Після кількох років виступів утрьох до складу групи в 2017 році додався Ян Сміт.

## Дискографія
- Toppers In Concert (2005)
- Toppers In Concert 2006 (2006)
- Kerst met de Toppers (2006)
- Toppers In Concert 2007 (2007)
- Toppers In Concert 2008 (2008)
- Toppers In Concert 2009 (2009)
- Toppers In Concert 2010 (2010)

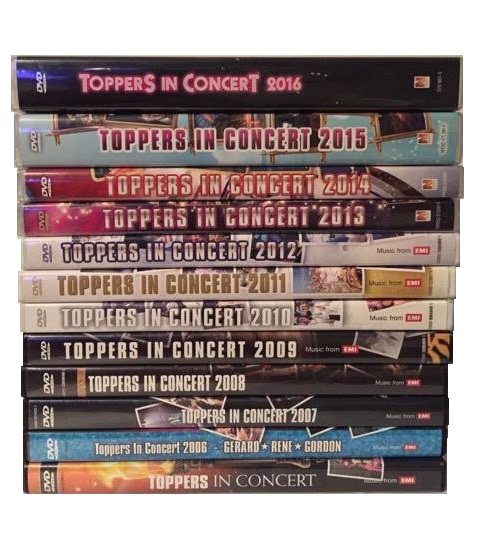
Toppers in Concert DVD-диски

- Toppers in Concert Mega Party Mix Volume 1 (2011)
- Toppers In Concert 2011 (2011)
- Toppers in Concert Mega Party Mix Volume 2 (2012)
- Toppers In Concert 2012 (2012)
- Toppers In Concert 2013 (2013)
- Toppers In Concert 2014 (2014)
- Toppers In Concert 2015 — Crazy Summer (2015)
- Toppers In Concert 2016 (2016)

## Дв.також
- Нідерланди на пісенному конкурсі Євробачення